# Орден Симона Петлюры
Орден Симона Петлюры был учреждён 22 мая 1932 года Главным Командованием Войск Украинской народной республики за подписью Главного Атамана (президента УНР в эмиграции) Андрея Ливицкого в честь 15-ти летия образования армии УНР для всех военнослужащих, участников войны за независимость. Крест вручался с 1936 года.
Президиум Украинского Национального Совета (в эмиграции) 25 июля 1974 года переименовал крест в орден (тем самым повысив его статус) с правом преемственности.

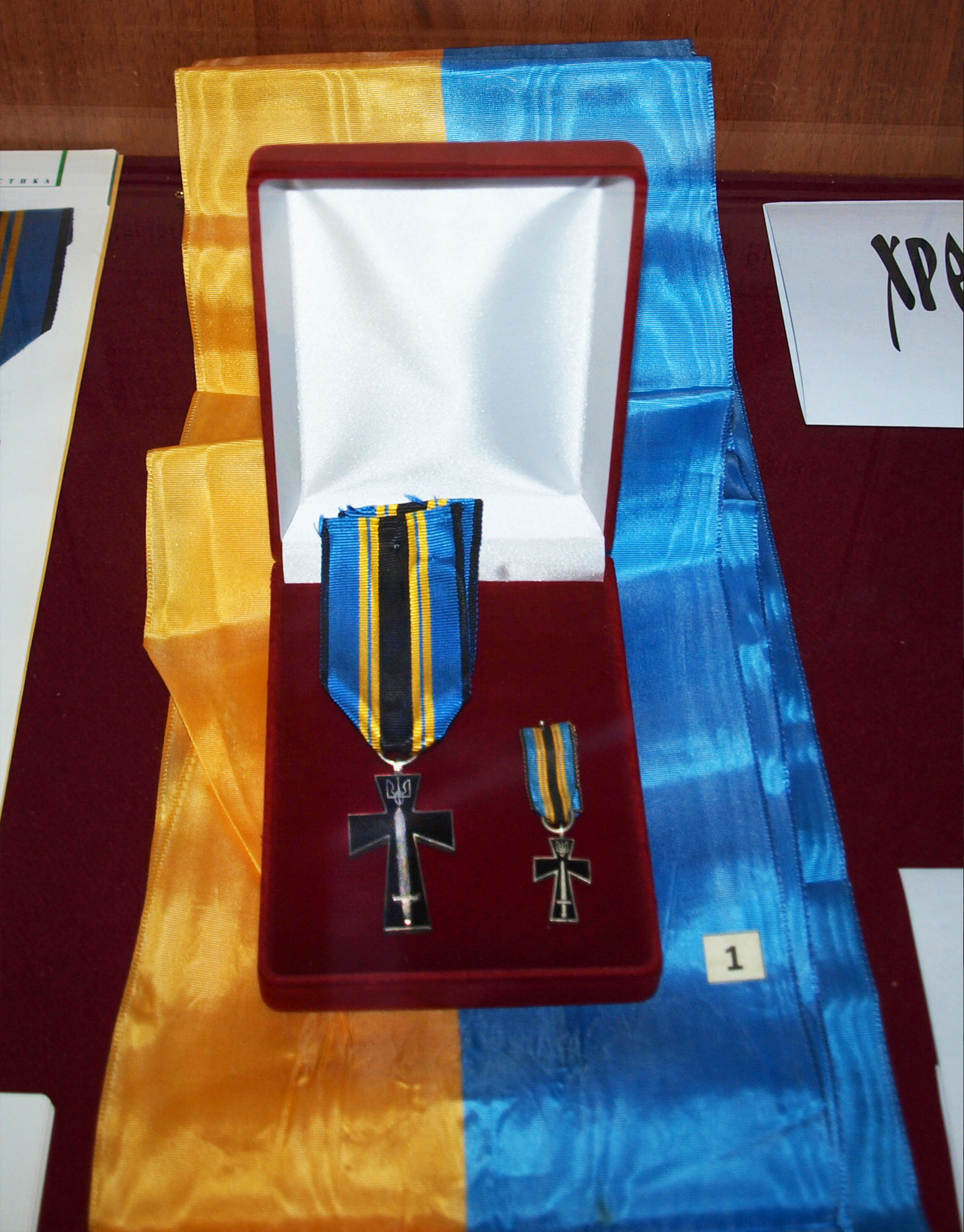
Орден вместе с миниатюрой, музей украинской революции

## Статут
За участие в вооружённой борьбе за Государственность Украины под верховным руководством Главного Атамана Симона Петлюры.

## История
Идея об учреждении награды в честь Главы Директории и Главного атамана войск УНР С. Петлюры возникла сразу после его гибели в 1926 году. Товарищество имени С. Петлюры предложило установить новый вид награды — перстень для награждения всех, кто воевал или работал в государственных структурах УНР пор руководством С. Петлюры. Однако, мысль о награде в честь С. Петлюры была реализована только в 1932 году в форме ордена. Награждения начались с 1936 года.
В основу формы креста положен несколько упрощённый вариант нереализованного украинского Ордена «Освобождения», проект которого утвердил Глава Директории С. Петлюра ещё 19 октября 1920 года.
Автор проекта награды — известный геральдист и художник, полковник Армии УНР Николай Битинский (Микола Битинський).

## Описание

### Орден
Всего было три выпуска креста.
- Кресты первого выпуска изготовлялись в Польше. На оборотной стороне выбито J. Kweksilber, Warszawa. С номером.
- Кресты второго выпуска имели блестящую оборотную сторону. С номером.
- Кресты третьего выпуска изготовлялись в США. Оборотная сторона матовая. Без номера.
- Размер ордена — 42 мм × 25 мм.

### Лента
Орденская лента имеет ширину 35 мм. Она сочетает в себе три цвета: синий, жёлтый и чёрный.

### Миниатюра (фрачный вариант)
- Размер знака — 20 мм × 13 мм.
- Ширина ленты — 10 мм.